# Electronic Arts
Pour les articles homonymes, voir EA.
Electronic Arts (abrégé EA) est une société américaine fondée le 28 mai 1982 et dont le siège se situe à Redwood City, dans le comté de San Mateo, en Californie. Electronic Arts est l'un des principaux développeurs et producteurs mondiaux de jeux vidéo.
La société occupe la première place sur ce marché jusqu'en 2008, notamment grâce à des rachats de sociétés et de franchises de jeux, mais aussi en acquérant les droits de licences sportives, comme celles de la FIFA, la NBA, la NFL, ou encore celle de la LNH. Electronic Arts est, en 2013, la troisième plus grande société commercialisant des jeux vidéo, par chiffre d'affaires, après avoir été la 4e en 2012 et 2011.

## Histoire

### Création
Electronic Arts est fondé en 1982 par Trip Hawkins. Ce dernier découvre les ordinateurs en 1972 et a immédiatement l’idée de travailler dans la création de jeu vidéo. En 1975, il apprend l’ouverture de la première boutique d’ordinateurs des États-Unis et qu'Intel envisage de créer son premier micro-ordinateur. Il se fixe alors comme objectif de créer sa propre société de jeu vidéo en 1982, date à laquelle il estime que le secteur sera suffisamment développé pour permettre à une telle société d’être rentable. Avant d’être en mesure de concrétiser son objectif, il lui reste cependant plusieurs étapes à franchir. Il considère en effet qu’il doit d’abord finir ses études et apprendre à créer des jeux vidéo et à gérer une entreprise. Il veut également contribuer au développement du marché des micro-ordinateurs afin que ses futurs programmes puissent trouver des acheteurs. 
Dans les années qui suivent, il obtient son diplôme de l’université Harvard où il commence à programmer ses premiers jeux en BASIC sur un mini-ordinateur PDP-11. Il obtient ensuite une maîtrise en administration des affaires à l’université Stanford tout en réalisant une des premières études de marché dédiées aux ordinateurs personnels. Enfin, en 1978, il rejoint la société Apple dans laquelle il travaille jusqu’en janvier 1982, date à laquelle il démissionne afin de concrétiser son rêve. Quelques mois plus tard, le 28 mai 1982, il constitue sa société, qu’il baptise initialement Amazin’ Games. En août, ses anciens collègues Dave Evans et Pat Marriott quittent Apple pour participer à son projet et dans les mois qui suivent, ils sont rejoints par Tim Mott, Bing Gordon, David Maynard et Steve Hayes. Plusieurs d’entre eux ne sont cependant pas satisfaits du nom initialement choisit par Trip Hawkins et après de long débat, ils décident finalement de renommer la société Electronic Arts avec l’idée que le jeu vidéo constitue un art et que leur société doit être à ce domaine l’équivalent de ce que représente l’United Artists pour le secteur cinématographique.

### Stratégie
Le plan d'affaires initial d’Electronic Arts est de vendre les jeux vidéo de manière directe, sans passer par des distributeurs, et de rassembler des programmeurs indépendants sous une même marque afin de leur donner une plus grande visibilité. 
Pour accomplir leur objectif, ils sillonnent les États-Unis à la recherche des meilleurs jeux n’étant pas encore édités. Ils entrent ainsi en contact avec de nombreux programmeurs dont notamment Anne Westfall et Jon Freeman, Dan Bunten et Bill Budge. 
En parallèle de ces recherches, Tim Mott dirige une équipe chargée de créer une station de travail destiné aux créateurs de jeux vidéo. L’idée de Trip Hawkins est en effet que si les musiciens ont besoin d’un studio d’enregistrement et d’instruments, alors Electronic Arts doit créer leurs équivalents pour le secteur du jeu vidéo afin d’être en mesure de créer les meilleurs jeux et de leur faire bénéficier de la meilleure production possible. La société dispose déjà de personnes compétentes dans ce domaine et l’essentiel du travail de l’équipe de Tim Mott est donc de développer des outils de développement destiné à aider les concepteurs à concrétiser leurs idées. Ces outils donnent plus tard naissance à des logiciels commerciaux comme le logiciel de traitement de texte Cut & Paste (1984) ou l’outil de gestion financière Financial Cookbook (1984) qui contribuent à différencier Electronic Arts des autres éditeurs de jeux vidéo. 
Après son arrivée dans la société, Dan Silva participe également à ce projet avec le développement d’un logiciel de dessin destiné aux artistes de l’entreprise, qui est plus tard publié sous le titre de Deluxe Paint (1985) et qui s’impose comme un des logiciels à succès des années 1980. Le parallèle avec l’industrie musicale ne s’arrête cependant pas là et Electronic Arts attache une attention particulière au packaging de ses jeux vidéo qui incluent notamment un encart, avec une biographie des concepteurs du jeu et la liste des développeurs, et un manuel d’instruction entièrement en couleur. Chaque jeu bénéficie de plus d’une campagne publicitaire richement pourvue, avec par exemple des pages de publicité incluant des photographies de l’équipe prises par un professionnel. Sous l’égide de Nancy L. Fong, le directeur artistique, Electronic Arts se démarque ainsi immédiatement de ses concurrents, au point d’être décrit dès 1983 par le Time Magazine comme une société sur le point de révolutionner le secteur du jeu vidéo.

### Premiers succès
Les premiers jeux publiés par Electronic Arts sont Hard Hat Mack de Michael Abbot et Matthew Alexander, Archon: The Light and the Dark de Freefall Associates et M.U.L.E. de Ozark Softscape, le studio de Dan Bunten. Pour marquer l’évènement, l’ensemble des 22 employés d’Electronic Arts sont conviés à assister à l’emballage et à l’expédition de ces premiers titres, en mai 1983. Ils sont rapidement suivis par le premier jeu créé à l’aide des outils développés par Electronic Arts, le Pinball Construction Set de Bill Budge, qui innove avec son concept inédit de permettre aux joueurs de créer leurs propres jeux vidéo sans avoir de connaissance en programmation. Ces premiers jeux sont initialement développés pour l’Atari 800 avant d’être portés sur Apple II et Commodore 64. 
La demande pour les jeux Electronic Arts se révèle encore plus importante que prévu avec notamment le succès du Pinball Construction Set qui prend la tête des ventes de jeux vidéo aux États-Unis et en Europe, où les jeux Electronic Arts sont distribués par Ariolasoft, et dépasse ainsi les 300 000 exemplaires vendus,,. Ce lancement initial est suivi à la fin de l’année par la sortie de One on One: Dr. J vs. Larry Bird développé Eric Hammond. Trip Hawkins participe personnellement à la conception du jeu pour lequel il signe un contrat avec Julius Erving et Larry Bird, ce qui en fait un des premiers jeux permettant au joueur de contrôler des célébrités. Comme ses prédécesseurs, il connaît un certain succès commercial notamment aux États-Unis où il bénéficie de la popularité des deux basketteurs présents dans le jeu. Malgré ces premiers succès, il faut attendre l’année suivante et la sortie du Music Construction Set (1984) de Will Harvey pour voir un jeu Electronic Arts dépasser le million d’exemplaires vendu. Ce nouveau record est battu l’année suivante avec la sortie de Racing Destruction Set (1985) de Rick Koenig qui surpasse les précédents Construction Set et permet à la série de s’imposer comme la première franchise à succès de l’entreprise. L’année 1985 est également marquée par les succès critique et commercial de The Bard's Tale et de Mail Order Monsters, ainsi que par le lancement d’une gamme de jeu vidéo éducatif baptisée Crash Courses.

### Diversification et débuts en Europe
Les premières années d’existence d’Electronic Arts se révèlent donc exceptionnelles, les ventes de ses jeux continuant d’augmenter au fur et à mesure de leurs adaptations sur diverses plateformes. La société voit ainsi son chiffre d’affaires passer de cinq millions de dollars en 1983 à onze millions de dollars en 1984, avec une prévision de 18 millions de dollars pour 1985. Pour faire face à cette forte croissance et au développement des activités de développement et de production, Larry Probst est nommé directeur des ventes afin de prendre en charge les activités d'édition et de permettre à Trip Hawkins de se focaliser sur le business et la production. Après avoir terminé One on One, Trip Hawkins peut ainsi se concentrer sur son nouveau projet, un jeu de football américain, pour lequel il souhaite également faire appel à un professionnel. Il contacte d’abord un entraîneur local, Joe Kapp, mais lorsque celui-ci demande à avoir son nom dans le titre du jeu et des royalties, il décide de faire plutôt appel à une véritable star du football américain, John Madden,. Après avoir contacté son agent et signé un contrat, il rencontre John Madden à plusieurs reprises pour discuter de son projet. Celui-ci va ainsi apporter son aide pour de nombreux détails du jeu. 
Le développement prend cependant du retard, au point qu’une partie du personnel d’Electronic Arts est persuadé que le jeu doit être annulé, malgré la détermination de Trip Hawkins à le terminer. La production de ce dernier n’est cependant pas sa seule préoccupation. Après être devenu le premier éditeur des États-Unis devant Activision, la société décide en effet en 1986 de se lancer seul sur le marché européen, et donc de mettre fin à son partenariat avec Ariolasoft. Cette décision est annoncée en janvier 1987 lors du CWS de Londres et provoque des réactions négatives de la presse anglaise. Malgré cela, la division anglaise d’Electronic Arts, baptisé EOA et dirigé par David Gardner et Mark Lewis, ne tarde pas à prendre ses marques sur ce nouveau marché avec notamment le succès de Skate or Die! (1987), un jeu de skateboard développé par l’équipe à l’origine de California Games. Dans les années qui suivent, EOA poursuit sur sa lancée avec notamment la publication de Populous (1989) qui marque le début d’une longue collaboration avec Bullfrog Productions, qui se terminera avec le rachat du studio en 1995. En parallèle de son développement en Europe, Electronic Arts termine enfin John Madden Football (1988) qui est d’abord publié sur Apple II, redonnant ainsi un peu de souffle à cette plateforme vieillissante, avant d’être porté sur de nombreuses autres plateformes en 1989.

### Transition vers les consoles

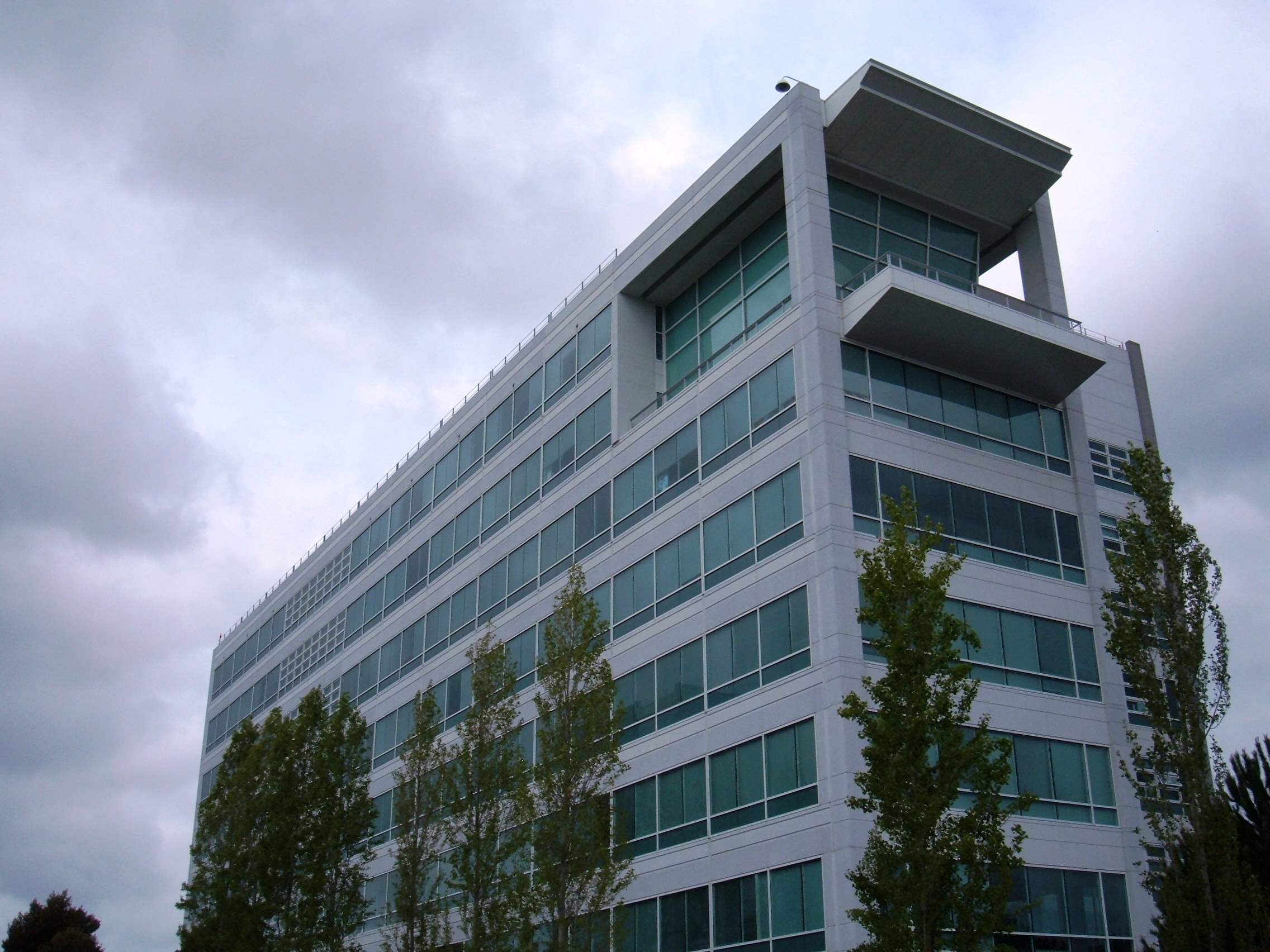
Le siège social d'Electronic Arts situé au 209 Redwood Shores Parkway à Redwood City, dans le comté de San Mateo, en Californie (2010).

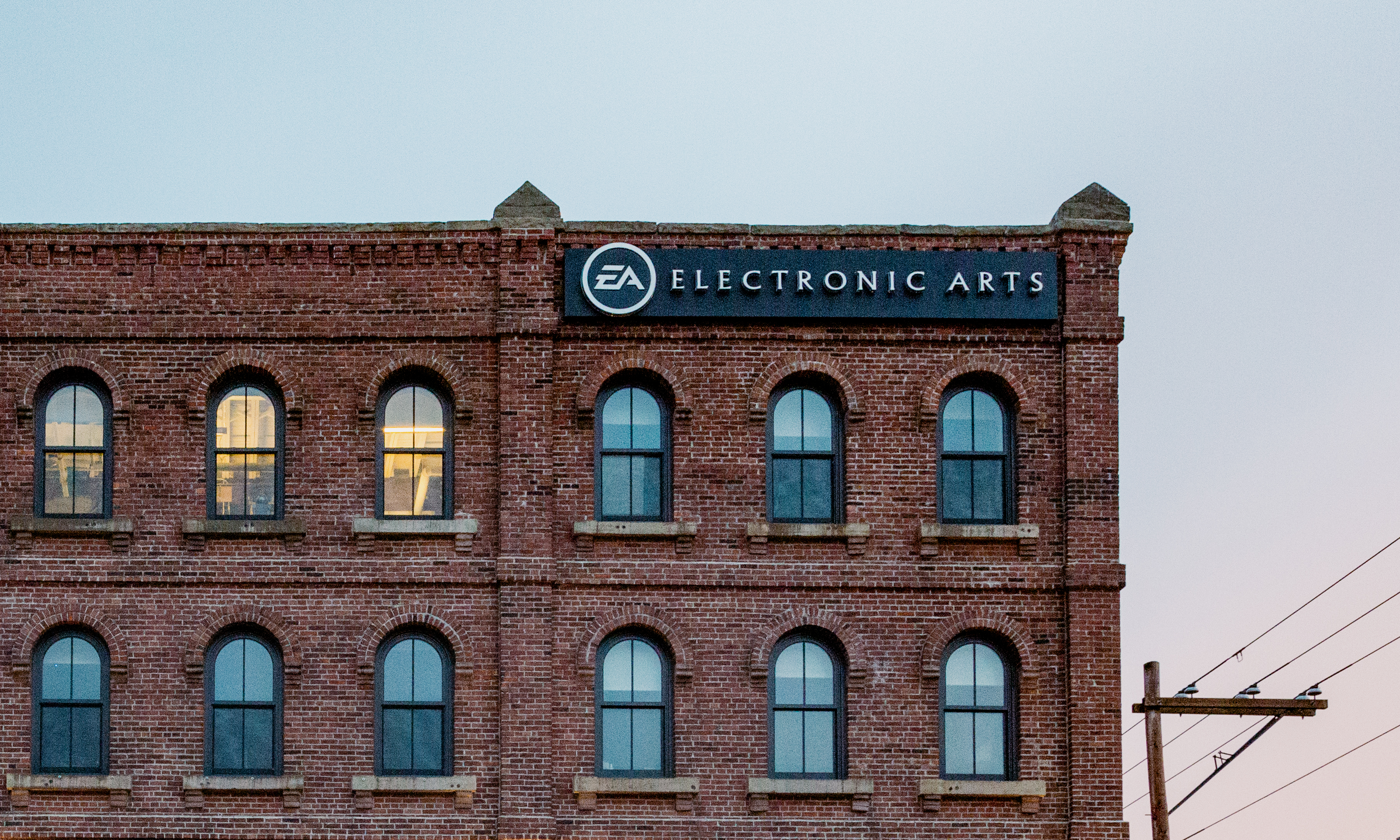
Le siège social d'Electronic Arts situé au 45 Queen Street à Charlottetown, dans la province de l'Île-du-Prince-Édouard, au Canada (2015).

À la fin des années 1980, le secteur du jeu vidéo commence à se fragmenter en plusieurs marchés distincts – les jeux d’arcade, les jeux sur ordinateur et les jeux sur console – et avec la multiplication des plates-formes, il devient onéreux de développer et de publier des jeux pour chacune d’entre elles. Le secteur traverse alors plusieurs années d’instabilité qui voient de nombreuses entreprises échouer à s’adapter à ses évolutions et disparaître dans les années qui suivent,. 
Pour aborder cette période de manière sereine, Trip Hawkins doit donc faire un choix entre les différents fabricants d’ordinateur et de console qui se disputent le marché et qui sont sur le point de faire la transition vers des machines 16-bit. Compte tenu de l’incertitude concernant le futur du Commodore International et de sa défiance vis-à-vis d’Atari, qu’il tient pour responsable du crash du jeu vidéo de 1983, il abandonne rapidement ces deux options. Malgré son admiration pour la stratégie de Nintendo, il rejette également cette option, car la société ne semble pas pressée d’abandonner la NES et de proposer une machine 16-bit. Il décide donc finalement de se tourner vers Sega qui est alors sur le point de sortir sa nouvelle console de jeux vidéo, la Mega Drive. 
Bien que le démarrage de celle-ci au Japon ne soit pas exceptionnel, notamment du fait d’un catalogue de jeu assez limité, il pense en effet qu’il existe un marché pour cette dernière. Influencé par le procès Atari Games v. Nintendo of America lors duquel Nintendo accuse Atari d’avoir contourné le système de protection de la NES grâce à la rétro-ingénierie, il charge son équipe de recherche et développement de faire la rétro-ingénierie de la nouvelle console de Sega. Avant de débuter les négociations avec Sega, son équipe peut donc lui faire des propositions sur les moyens de faire évoluer leurs outils de développement pour s’adapter à cette console, et ainsi permettre de porter rapidement le catalogue de jeux d’Electronic Arts sur la Mega Drive. 
Au début des négociations, Electronic Arts réclame alors une diminution des droits de licence ainsi que la possibilité de publier autant de jeux qu’ils le souhaitent, termes qui leur sont particulièrement favorables. Cette proposition est évidemment refusée par Sega, qui souhaite leur imposer un contrat aussi restrictif qu’aux autres développeurs. À l’initiative de Trip Hawkins, les négociateurs d’Electronic Arts informent alors la direction de Sega qu’ils ont déjà fait la rétro-ingénierie de leur console et qu’en l’absence d’accord, ils sont prêts à publier des jeux sur Mega Drive sans autorisation. Afin d’éviter un procès et son impact sur l’image de la société, Sega accepte alors de revoir à la baisse leurs exigences et les deux sociétés parviennent finalement à un accord. Dans les jours qui suivent, les premiers jeux sur Mega Drive d’Electronic Arts sont présentés lors du Consumer Electronics Show de 1990 et moins d’un mois après, l’entreprise commence à les publier. Ces nouveaux jeux, dont The Immortal, Budokan: The Martial Spirit et l’adaptation de John Madden Football, participent à faire décoller les ventes de la console.
Si l’accord avec Sega se révèle profitable en donnant accès à Electronic Arts au marché de masse de la Mega Drive, il a également un impact imprévu sur la société. La transition du marché des ordinateurs à celui des consoles se révèle en effet plus difficile que prévu, car de nombreux employés de l’entreprise estiment qu’il est dévalorisant de développer des jeux pour une console qui, par rapport aux ordinateurs, manque de puissance et de mémoire et ne dispose pas d’imprimante, de modem et de système de stockage. Plusieurs employés vont ainsi quitter l’entreprise pendant cette période de transition et de nombreux artistes refusent de travailler sur des jeux destinés aux consoles. Dans les années qui suivent, la plupart des jeux publiés par Electronic Arts le sont sur Amiga et Mega Drive, quelques titres étant néanmoins portés sur NES et publié sous licence par Konami. La quasi-totalité des premiers jeux de l’entreprise vont ainsi faire leur apparition sur Mega Drive et avec les sorties annuelles de leurs franchises sportives comme Madden NFL, Jordan vs Bird et Lakers vs. Celtics, Electronic Arts surpasse Sega dans les classements des meilleures ventes sur Mega Drive. Outre ses jeux de sports, Electronic Arts porte également sur la console les jeux Populous et Powermonger de Bullfrog Productions, les séries Strike et Road Rash et d’anciens titres de leur catalogue comme Starflight. L’entreprise se lance même dans les jeux visant une audience plus jeune avec par exemple Rolo to the Rescue. Après la sortie aux États-Unis de la Super Nintendo, EA commence à également publier des jeux pour la console de Nintendo, mais ces derniers sont de simples conversions de jeux sur Mega Drive et ne connaissent qu’un succès limité.

### Histoire récente, acquisitions et vagues de licenciements
Le 18 février 2021, Electronic Arts annonce que Codemasters intègre l'entreprise pour 1,2 milliard de dollars et acquiert donc la licence de la Formule 1, EA Sports F1,,,,. Le 26 avril 2021, Electronic Arts annonce l'acquisition de Glu Mobile, développeur spécialisée dans les jeux mobiles, pour 2,4 milliards de dollars,,,. Le 20 septembre 2021, Electronic Arts annonce l'acquisition du studio de jeux mobile Playdemic pour 1,4 milliard de dollars,,,.
Le 2 août 2022, Electronic Arts annonce devenir prochainement le sponsor principal du Championnat d'Espagne de football qui ne s'appellera plus LaLiga Santander mais LaLiga EA Sports,. 
Le 28 février 2023, plus de 200 employés en assurance qualité du studio EA Baton Rouge sont licenciés par l'entreprise. Ceux-ci travaillaient principalement sur le battle royale Apex Legends, et ont été prévenus le matin-même de leur licenciement à effet immédiat,. 
Le 20 mars 2023, Respawn Entertainment ouvre un troisième studio au service d'Apex Legends, basé à Madison, dans le Wisconsin,. 
Le 29 mars 2023, Electronic Arts annonce licencier environ 6 % de ses effectifs, ce qui représente approximativement 775 employés sur les 12 900 que compte l'entreprise. Ce plan de restructuration, achevé fin septembre, aurait coûté entre 170 et 200 millions de dollars. Cette annonce entre dans le cadre des nombreux licenciements qui ont eu lieu dans les industries du jeu vidéo et de la technologie en 2023,,,,.
En avril 2025, la firme américaine licencie entre 300 et 400 employés, dont une centaine chez Respawn Entertainment, conduisant à l'annulation de « deux projets en phase d’incubation précoce » : le projet R7, un FPS d'extraction basé dans l'univers de Titanfall, et un autre jeu inconnu. Selon IGN, certains développeurs de ce dernier projet ont déjà été réaffectés chez DICE (Battlefield) et EA Motive (Iron Man),,. Malgré ces licenciements, le spécialiste économique Oscar Lemaire rappelle qu'EA réalise chaque année un bénéfice de plus d'1 milliard de dollars,.

## Principaux actionnaires
Au 11 février 2025 :
| Vanguard Fiduciary Trust Co.                                | 11,04 % |
| Public Investment Fund (Investment Company)                 | 9,45 %  |
| BlackRock Advisors LLC                                      | 8,3 %   |
| State Street Corp.                                          | 5,75 %  |
| Capital Research & Management Co. (International Investors) | 4,40 %  |
| Geode Capital Management LLC                                | 2,54 %  |
| BlackRock Life Ltd.                                         | 2,33 %  |
| Ninety One UK Ltd.                                          | 1,59 %  |
| MFS Investment Management Canada Ltd.                       | 1,58 %  |
| Independent Franchise Partners LLP                          | 1,51 %  |

## Electronic Artsen chiffres
- En tout, 9 370 employés[50] travaillaient pour cette société à travers le monde entier, à la date du 30 décembre 2012, dont plus de 8 200 personnes dans les équipes de développement. Ce nombre était du même ordre à fin 2013[51]. Le 30 mars 2023, Electronic Arts annonce licencier 6 % de ses employés[38].
- En 2013-2014, Electronic Arts a réalisé un chiffre d'affaires de 3,575 milliards de dollars[51], en baisse depuis deux ans, après un sommet à 4,1 milliards de dollars en 2011-2012, revenant ainsi quasiment à son niveau de 2010-2011[52].

## Studios et divisions

### Actuels
| Noms                                     | Localisation                           | Fondés | Acquisition |
| ---------------------------------------- | -------------------------------------- | ------ | ----------- |
| BioWare                                  | Edmonton, Alberta, Canada              | 1995   | 2007        |
| Chillingo                                | Macclesfield, Angleterre, Royaume-Uni  | 2002   | 2010        |
| Codemasters                              | Southam, Angleterre, Royaume-Uni       | 1986   | 2021        |
| Criterion Games                          | Guildford, Angleterre, Royaume-Uni     | 1993   | 2004        |
| Digital Illusions Creative Entertainment | Stockholm, Suède                       | 1992   | 2006        |
| EA Baton Rouge                           | Baton Rouge (Louisiane), États-Unis    | 2008   | —           |
| EA Gothenburg                            | Gothenburg, Suède                      | 2011   | —           |
| EA Mobile                                | Los Angeles (Californie), États-Unis   | 2004   | —           |
| EA Montréal                              | Montréal, Québec, Canada               | 2004   | —           |
| EA Romania                               | Bucarest, Roumanie                     | 2006   | —           |
| EA Tiburon                               | Maitland (Floride), États-Unis         | 1994   | 1998        |
| EA Vancouver                             | Burnaby (Colombie-Britannique), Canada | 1983   | 1991        |
| Firemonkeys Studios                      | Melbourne (Victoria), Australie        | 1999   | 2011        |
| Frostbite Labs                           | Stockholm, Suède                       | 2016   | —           |
| Glu Mobile                               | San Francisco (Californie), États-Unis | 2005   | 2021        |
| Maxis                                    | Redwood City (Californie), États-Unis  | 1987   | 1997        |
| Motive Studios                           | Montréal, Canada                       | 2015   | —           |
| PopCap Games                             | Seattle (Washington), États-Unis       | 2000   | 2011        |
| Respawn Entertainment                    | Sherman Oaks (Californie), États-Unis  | 2010   | 2017        |
| Spearhead                                | Séoul, Corée du Sud                    | 1998   | —           |
| Uprise                                   | Uppsala, Suède                         | —      | 2012        |

### Anciens
- Original HQ, situé à San Mateo en Californie, intégré à Redwood City en 1998.
- EA Baltimore, situé à Baltimore dans le Maryland, créé en 1996 comme une partie de Origin, fermé en 2000.
- Bullfrog Productions, situé dans le Surrey, en Angleterre, fondé en 1987, acheté en 1995, fermé en 2001.
- EA Seattle, situé à Seattle, fondé en 1982 sous le nom de Manley & Associates, acheté le 29 janvier 1996, fermé en 2002.
- Westwood Studios, situé à Las Vegas, fondé en 1987, acheté à Virgin Interactive en août 1998, intégré à EA Los Angeles en 2003.
- EA Pacific (Westwood Pacific) situé à Irvine en Californie, faisait partie de Virgin Interactive, acheté avec Westwood en 1998, intégré à EA Los Angeles en 2003.
- Origin Systems, situé à Austin au Texas, fondé en 1983, acheté en 1992, fermé en 2004.
- Kesmai (GameStorm), fondé en 1981, acheté en 1999, fermé en 2001.
- DICE Canada situé à London en Ontario, ouvert en 1998, fermé lors du rachat de DICE le 2 octobre 2006.
- EA Chicago situé à Hoffman Estates, Illinois, fondé en 1990 sous le nom de NuFX, acheté en 2004, fermé le 6 novembre 2007.
- Pandemic Studios situé à Los Angeles, et à Brisbane en Australie, fondé en 1998, acheté en octobre 2007 à Elevation Partners, fermé le 17 novembre 2009.
- EA Bright Light[62], situé à Guildford, Angleterre, fermé à la fin de l'année 2011. EA Royaume-Uni, situé à Chertsey avait été intégré au studio en 2007. Développeur des jeux de la franchise Harry Potter.
- BioWare San Francisco studio (ex-EA2D), situé en Californie, faisait partie de la division BioWare Social. Fermé en mars 2013.
- BioWare Sacramento studio, situé en Californie. Faisait partie de la nouvelle division BioWare Social. Fermé courant 2012.
- EA Phenomic, situé à Ingelheim en Allemagne, fondé sous le nom de Phenomic Game Development en 1997, acheté en août 2006 et fermé en juillet 2013.
- EA North Carolina, situé à Morrisville, en Caroline du Nord. Fermé en septembre 2013.
- Victory Games, studio californien situé à Los Angeles, fondé en 2010, s'est appelé Bioware Victory entre novembre 2011 et novembre 2012 ; s'occupait du futur de la série des Command and Conquer, dont Command and Conquer free-to-play prévu pour 2013. Le jeu est finalement annulé et le studio ferme en novembre 2013.
- Visceral Games, d'abord connu sous le nom de EA Redwood Shores. Connu pour les franchises Dead Space et Dante's Inferno. La fermeture du studio est annoncée le 17 octobre 2017.

### LabelEA Originals
L'objectif du label EA Originals est d'éditer et de distribuer des jeux développés par des studios indépendants. Le label compte les jeux suivants :
- APB : All Points Bulletin – Realtime Worlds (2010)
- Bulletstorm – Epic Games (2011)
- Crysis series – Crytek (2008, 2011)
- DeathSpank – Hothead Games (2010)
- Left 4 Dead series, The Orange Box (retail release) – Valve (2009)
- Rock Band series – Harmonix and MTV Games
- The Secret World – Funcom[63] (2011)
- Shadows of the Damned – Grasshopper Manufacture (2011)
- Alice : Retour au pays de la folie – Spicy Horse (2011)
- Shank – Klei Entertainment (2010)
- Fuse – Insomniac Games – Un nouveau jeu multiplateformes du studio traditionnellement associé à Sony sera publié par EA Originals[64]. (2012)
- Human Element, Titanfall – Respawn Entertainment (2014) – Studio fondé en avril 2010 par d'anciens employés de Infinity Ward dont les fondateurs Jason West et Vince Zampella[65].
- A Way Out - Hazelight Studios (2018)
- Sea of Solitude - Jo-Mei Games (2019)
- It Takes Two - Hazelight Studios (2021)
- Lost in Random - Zoink (2021)
- Immortals of Aveum - Ascendant Studios (2023)[66]

### Authoritarian
Authoritarian est une filiale musicale professionnelle. Elle voit le jour en 2003 avec, entre autres, la sortie des jeux Anno 1503 et SimCity 4, auxquels elle contribue aux créations musicales. La société prend son nom à la sortie du jeu SimCity Sociétés, nom qui vient d'une des sociétés jouables dans le jeu, la société dite « autoritaire », inspirée du roman de George Orwell, 1984. Un CD contenant les deux titres du jeu adaptés à la société autoritaire est mis en vente en série limitée pendant quelques mois.

## Dirigeants
En 2023, les principaux dirigeants sont :
- Andrew Wilson (depuis 2021) : directeur général (DG) et président du conseil d'administration (PCA).
- Laura Miele (depuis 2021) : directrice de l'exploitation (DOP).
- Christopher Suh (depuis 2022) : directeur administratif et financier (DAF).

## Ludographie

### Principales franchises
Les principales franchises détenues par Electronic Arts sont :
- 1981 - Ultima
- 1988 - Madden NFL
- 1989 - Populous
- 1989 - SimCity
- 1990 - James Pond
- 1991 - Road Rash
- 1991 - NHL
- 1991 - PGA Tour
- 1993 - Syndicate
- 1993 - FIFA Football
- 1994 - NBA Live
- 1994 - Need for Speed
- 1995 - Command and Conquer
- 1999 - Medal of Honor
- 2000 - LFP Manager
- 2000 - Les Sims
- 2000 - SSX
- 2000 - UFC
- 2001 - Bejeweled
- 2001 - Harry Potter
- 2001 - Black and White
- 2001 - Burnout
- 2002 - Battlefield
- 2003 - Def Jam
- 2003 - F1
- 2004 - Star Wars: Battlefront
- 2004 - Fight Night
- 2005 - FIFA Street
- 2007 - Crysis
- 2007 - Mysims
- 2007 - Mass Effect
- 2007 - Peggle
- 2007 - Rock Band
- 2007 - Skate
- 2008 - Spore
- 2008 - Army of Two
- 2008 - Dead Space
- 2008 - Mirror's Edge
- 2009 - Dragon Age
- 2009 - Grand Slam Tennis
- 2009 - EA Sports Active
- 2009 - Plants vs. Zombies
- 2014 - Titanfall
- 2019 - Apex Legends

### Liste de jeux
- Liste de jeux Electronic Arts
  - Liste de jeux EA Sports

## Controverses
Chaque année entre 2006 et 2014, le site américain Consumerist a établi un classement des « pires entreprises des États-Unis ». Electronic Arts est élue pire entreprise américaine en 2012 et 2013. Le site considère que l'entreprise échoue à produire des produits que le public apprécie, à les vendre à un prix raisonnable et à les maintenir dans le temps.
En 2018, Rob Gordon de Screen Rant estime qu'Electronic Arts est responsable de la perte de qualité, voire de la disparition de nombreuses franchises de jeu vidéo parmi lesquelles certaines issues de studios tiers comme Command and Conquer (créée par Westwood Studios), Syndicate, Theme Park et Dungeon Keeper (créées par Bullfrog Productions), Ultima et Wing Commander (créées par Origin Systems), Burnout (créée par Criterion Games), SimCity (créée par Maxis), Mass Effect (créée par BioWare) ou internes comme Need for Speed.